# Ambystoma leorae
Ambystoma leorae là một loài kỳ giông thuộc họ Ambystomatidae.
Nó chỉ được tìm thấy ở México.
Các môi trường sống tự nhiên của chúng là các khu rừng vùng núi ẩm nhiệt đới hoặc cận nhiệt đới và sông.
Nó bị đe dọa do mất môi trường sống.